# Aéroport international de Birjand
L'aéroport international de Birjand  (code IATA : XBJ • code OACI : OIMB) est un aéroport desservant la ville de Birjand, en Iran.

## Histoire
L'aéroport a été construit en 1933.
Le premier terminal de passager est ouvert en 1976, et propose la même année des lignes à destination de Mechhed et de Téhéran opérées par Pars Air, le prédécesseur d'Iran Aseman Airlines.
L'aéroport de Birjand devient international avec la ligne à destination de Médine en juin 2008. En 2009, la piste 10/28 est revêtue et allongée à 4 000 mètres pour accueillir de plus gros appareils.
L'aéroport de Birjand a par la suite inauguré un second terminal de passagers.

## Compagnies aériennes et destinations

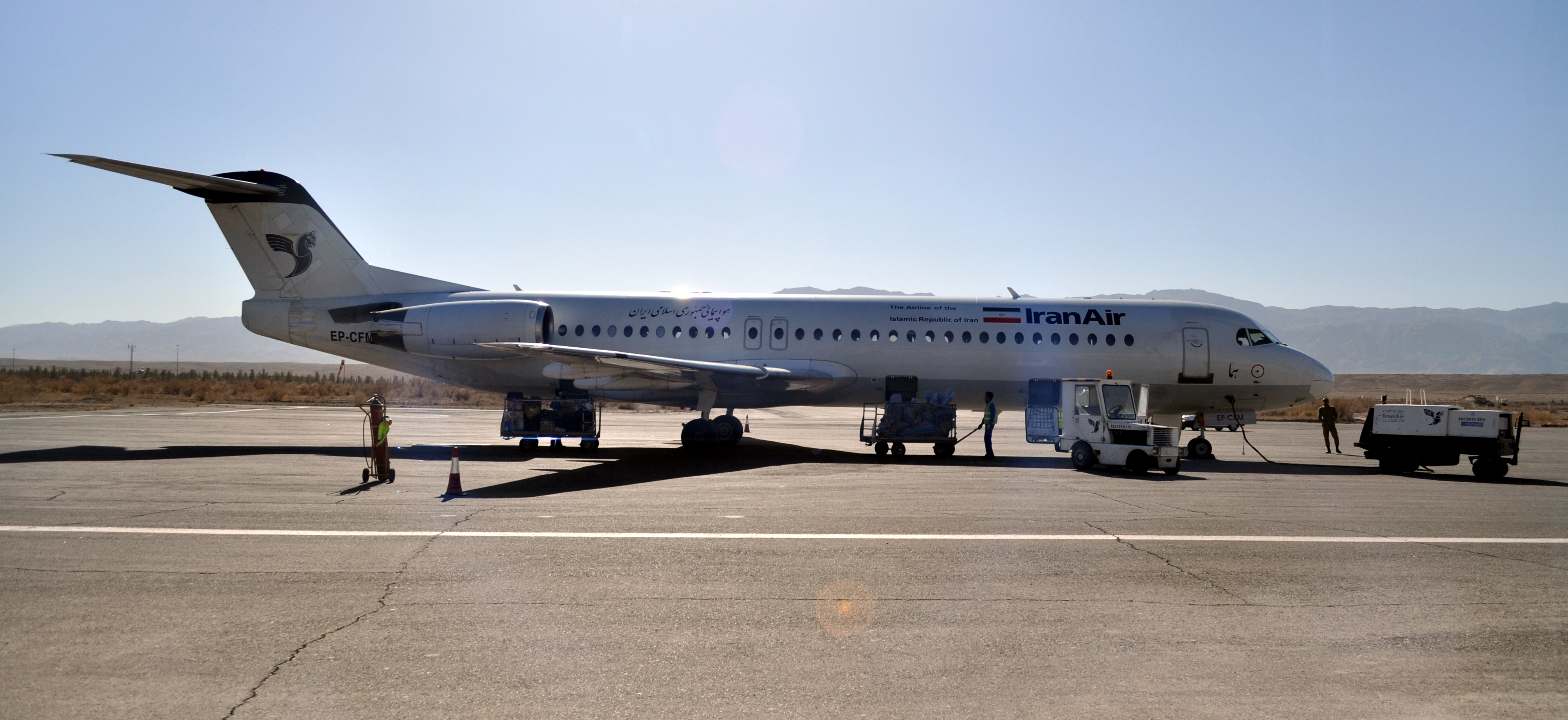
Vol d'IranAir sur l'aéroport de Birjand

| Compagnies      | Destinations                                                                                   |
| --------------- | ---------------------------------------------------------------------------------------------- |
| Iran Air        | Mechhed-Shahid H. Nejad, Téhéran-Mehrabad, Zahedan En saison : Bagdad, Djeddah - Roi-Abdelaziz |
| Iran Air Tours  | Charter : Bagdad                                                                               |
| Kish Airlines   | Île de Kish                                                                                    |
| Mahan Air       | Téhéran-Mehrabad                                                                               |
| Zagros Airlines | Charter : Bagdad, Nadjaf, Téhéran-Mehrabad                                                     |

Édité le 08/03/2018